# Prestolonaslednik
Prestolonaslédnik (ž. prestolonaslédnica) je prihodnji vladar, najpogosteje je to vladarjev najstarejši sin. Večinoma je bilo prestolonasledstvo omejeno na moške potomce. Običajno ima (je imel) poseben naslov: valižanski princ (Združeno kraljestvo), dofen (Francija), asturski princ (Španija), braganški vojvoda (Portugalska), carjevič (Rusija).